# Средња Каномља
Средња Каномља (словен. Srednja Kanomlja, итал. Canonla di Mezzo) је насељено место у општини Идрија, Горишка регија, Словенија.

## Историја
До територијалне реорганизације у Словенији била је у саставу старе општине Идрија.

## Становништво
У попису становништва из 2011. године, Средња Каномља је имала 170 становника.
| Број становника према пописима | Број становника према пописима | Број становника према пописима |
| ------------------------------ | ------------------------------ | ------------------------------ |
| 1991                           | 2002                           | 2011                           |
| 237                            | 280                            | 170                            |

Напомена: Године 2006. умањено за део насеља који је припојен насељу Чековник, за део насеља који се спаја са издвојеним делом насеља Сподња Каномља у ново самостално насеље Разпотје, и за део насеља која је припојена насељу Војско.